# Хуан Анхель Альбін
Хуан Анхель Альбін (ісп. Juan Albín; нар. 17 липня 1986, Сальто) — уругвайський футболіст, півзахисник клубу «Еспаньйол».
Насамперед відомий виступами за клуби «Насьйональ» та «Хетафе».
Триразовий чемпіон Уругваю.

## Ігрова кар'єра
Вихованець футбольної школи уругвайського клубу «Насьйональ». Дорослу футбольну кар'єру розпочав 2004 року в основній команді того ж клубу, в якій провів два сезони, взявши участь у 64 матчах чемпіонату. Більшість часу, проведеного у складі «Насьйоналя», був основним гравцем команди. У складі «Насьйоналя» був одним з головних бомбардирів команди, маючи середню результативність на рівні 0,38 голу за гру першості. Тричі вигравав з командою чемпіонат Уругваю.
Своєю грою за цю команду привернув увагу представників тренерського штабу клубу «Хетафе», до складу якого приєднався 2006 року. Відіграв за клуб з Хетафе наступні п'ять сезонів своєї ігрової кар'єри. Граючи у складі «Хетафе» також здебільшого виходив на поле в основному складі команди.
До складу барселонського «Еспаньйола» перейшов 2011 року.

## Титули і досягнення
- Чемпіон Уругваю (3):

«Насьйональ»: Апертура 2004, Апертура 2005, Клаусура 2006
- Володар Кубка Мексики (1):

«Веракрус»: 2016